# 山本守礼
山本守礼（やまもと しゅれい（もりひろ）、宝暦元年（1751年 - 寛政2年2月26日（1790年4月10日））は、江戸時代中期の絵師。本姓は藤原、旧姓は亀岡。諱は守貞、のち守礼。通称は数馬、主水。字は子敬、号を久珂、探芳斎、猶亭。円山応挙の弟子。今日「守礼」は「しゅれい」と読まれるが、当時の宮中では「もりひろ」と読んでいた。山本家は京都で代々狩野探幽の流れをくむ画系で、守礼はその6代目だが、守礼の代で円山派に転向した。

## 略伝
京都の富商茗荷屋亀岡五良右衛門の次男として生まれる。宝暦14年（1764年）2月25日兵庫寮下司鉦師となる。明和7年（1770年）の仙洞御所造営で初めて宮中御用を務めたが、この時はまだ山本家に養子入りしていない。先代の山本探川が安永4年（1780年）に亡くなった翌年、山本家を継ぎ、更に翌年鉦師を引退している。ただし、山本家の家屋敷は継がず、または譲られず、生家の近くに住み、墓所も山本家代々とは別である。天明2年（1782年）版の『平安人物誌』に「藤守礼 号 山本主水」とあることから、既に一家を成していたことがわかる。山本探川には早世した男子の他に、もう一人男子がいたが画業は継がず、地下官人の野村家に養子に出て野村嘉業となっている。実子がいながら養子を取って跡を継がせる理由は不明だが、似た例は原在中やその子原在明にも見られ、絵の技量などを考慮して養子を取り、実子には安定した地下人の道へ進ませたとも考えられる。
いつ頃から応挙の門に入ったかは不明だが、かなり早くからだと考えられる。天明4年（1784年）閏1月に尾張の旧明眼院書院（現東京国立博物館応挙館）、更に天明7年（1787年）には香美町大乗寺で、共に応挙にしたがって障壁画を描く。この時大乗寺障壁画に参加した門人は、島田元直、秀雪亭、亀岡規礼と守礼の4人だけであり、守礼は応挙門下中では早い時期の主要画家だった。寛政度の禁裏御所造営に伴う障壁画制作にも出願し採用されるも、師に先立って早世。死因は病気だった守礼が自ら井戸に水を汲みに行き、誤って落ちたためだという。墓所は上京区の妙蓮寺。守礼の跡は、しばらく後に亀岡規礼が継いだ。
人物、花鳥に優れたと言われるが、短命だったため現存する作品は10点に満たない。

## 代表作
| 作品名               | 技法         | 形状・員数      | 所有者           | 年代              | 落款                                                      | 備考       |
| -------------------- | ------------ | --------------- | ---------------- | ----------------- | --------------------------------------------------------- | ---------- |
| 山水人物図           | 絹本金地墨画 | 小襖（天袋）4面 | 東京国立博物館   | 1784年（天明4年） |                                                           |            |
| 少年行図、梅花狗子図 | 紙本淡彩     | 襖8面、11面     | 大乗寺           |                   |                                                           | 重要文化財 |
| 美人機織図           | 紙本着色     | 1幅             | 黒川古文化研究所 |                   | 款記「藤原守禮画」/「守禮之印」白文方印・「子敬」白文方印 | 千種有政賛 |
| 二美人図             |              |                 | 大英博物館       |                   |                                                           |            |

## 参考資料
- 『週刊朝日百科　世界の美術129 江戸時代後期の絵画2 円山・四条派と若冲・蕭白』朝日新聞社、1981年
- 源豊宗監修　佐々木丞平編　『京都画壇の一九世紀 第2巻 文化・文政期』 思文閣出版、1994年 ISBN 4-7842-0838-0
- 福田道宏 「山本守礼事績考 ─地下官人を目指す絵師たちの研究序説」『京都造形芸術大学紀要 二〇一〇』第15号、2011年10月30日、pp.81-94
- 杉本欣久編著 公益財団法人黒川古文化研究所監修発行 『研究図録シリーズ1 円山応挙の門人たち』 2014年10月1日